# Molophilus flexilis
Molophilus flexilis är en tvåvingeart som beskrevs av Alexander 1927. Molophilus flexilis ingår i släktet Molophilus och familjen småharkrankar. Inga underarter finns listade i Catalogue of Life.